# Холл, Роберт де Зуш
Роберт де Зуш Холл (англ. Robert de Zouche Hall; 27 апреля 1904, Лондон — 19 марта 1995) — британский колониальный губернатор, работал в Сьерра-Леоне и Танзании.

## Биография
Занимал должность губернатора Сьерра-Леоне с декабря 1952 года по 1 сентября 1956 года. 1 июня 1953 года был награждён Рыцарским Большим крестом Ордена Святого Михаила и Святого Георгия Сьерра-Леоне по случаю коронации Елизаветы II.
Затем переехал в Новую Зеландию, где поселился в Гисборне. С 1975 по 1980 год работал над историческими трудами и архивами в музее Гисборна. Изучал раннее поселение пакеха и отношения с маори, в частности вопрос приобретения земли в районе залива Паверти-Бей.

## Работы
- Maori Lands in Turanga
- Gisborne Township
- Te Hau Ki Turanga